# إدواردو موريلاس
إدواردو مورياس غارسيا ( مليلية ، 10 يوليو 1932 - 3 مايو 2021) كان رسامًا إسبانيًا .

## سيرة
وُلِد إدواردو مورياس في مليلية (مدينة إسبانية تقع في شمال أفريقيا) عام 1932، في شارع بلباو، في حي إل ريال. أبدى منذ طفولته اهتمامًا بالرسم، كما يشير الناقد الفني أنطونيو آباد في عمله عن سيرة الرسام.
قضى معظم طفولته في تازة وطنجة -ثلاثة وخمسة أعوام على التوالي-، وهما مدينتان في شمال المغرب، كانتا آنذاك تحت الحماية الإسبانية ، حيث ترك تراثهما الثقافي والمناظر الطبيعية علامة لا تمحى على عمله.
درس الطب الشرعي التجاري في مسقط رأسه، بدافع متطلبات البيئة العائلية - حيث كانت عائلته تدير شركة آيس كريم - وليس بدافع المهنة. بعد تخرجه، التحق بمدرسة الفنون والحرف في مليلية وتخرج في الفنون الجميلة عام 1969.
في عام 1956، بعد الاعتراف باستقلال المغرب، سافر إلى هويسكا برفقة فيكتوريو مانشون - الذي كان قد التقى به قبل خمس سنوات في مدرسة الفنون والحرف - وقاموا بالتقاط صور بفرشاتهم، باستخدام تقنية الألوان المائية، لزوايا ومناظر مدنها: ساباييس ، كاستيجون دي سوس ، بيراروا ، بيناباري ، سابينانيغو وجراوس ، والتي عرضوها بعد عام.
عند عودتهم، أثناء المرور عبر مدريد، التقوا بشيفرينو أوليفي ، الذي كان له تأثير كبير عليهما بسبب سهولة حله للخطوط الرمادية في الأحجام الكبيرة من ألوانه المائية.
في عام 1958 حصل على منحة دراسية من نقابة التعليم والترفيه للدراسة في مدريد. وبعد عودته إلى مليلية، واصل تدريبه في مدرسة الفنون والحرف، وأقام معارض فردية وجماعية.
في مرحلته الأولى، استخدم كل من الزيت والألوان المائية وعرض أعماله - المتنوعة للغاية: المناظر الطبيعية والتراكيب - في أماكن ومدن متعددة، ولا يزال يبحث عن بصمته الشخصية. تقدم تركيباته بنية مستوية عندما يستخدم الزيت، فهو يجزئ اللون (الملصق)، مما يعطي الكل انطباعًا بالفسيفساء .
في عام 1971، وبعد لقائه ميشيل شيمان، أصبح على دراية بالإمكانيات اللونية والموضوعية للبيئة المغاربية ، ولكن لم يبدأ مرحلة جديدة إلا في عام 1976 مع معارض "موضوعات من مليلية" و"موضوعات من المغرب"، مستخدماً تقنية الألوان المائية. بعد فترة انقطاع ــ بين عامي 1977 و1978 اتجه نحو التجريد، وخلال عامي 1979 و1981 عمل على سلسلة "تحية إلى غويا" ــ وفي عام 1983 ركز بشكل مستمر على موضوع المغرب.
إن ضوء مدينته وغرابة البيئة المحيطة بها هما العنصران المحددان لعمله. من خلال لوحاته، يصور الرسام مشهد مدينة مليلية وشوارعها ومينائها. وهو يعكس التجمعات غير المنتظمة للأسواق والبضائع والقبائل والوجوه والباعة والمزيج المعماري الطيني في جنوب المغرب بكل ألوانه وإضاءته. يخلق وحدة الفضاء من الضوء.

## المعارض
فرادى
- صالونات قسم السيدات 1959. مليلية
- 1960 المناظر الطبيعية في كوستا ديل سول . غرف الكازينو الاسبانية. مليلية (15-25 ديسمبر)
- صالونات قسم السيدات 1966. مليلية
- 1972 مدرسة الفنون البلدية. مليلية
- 1973 مدرسة الفنون البلدية. مليلية
- معرض بيكاسو 1975. مالقة
- 1975 مدرسة الفنون البلدية. مليلية
- مواضيع مليلية 1976 . المركز الثقافي والترفيهي للجيوش العسكرية الكازينو. مليلية
- مواضيع مغربية 1976 . معرض بيكاسو. مالقة
- معرض بيرويت 1976. لوغرونيو
- قاعة الوفد الثقافي الإقليمي 1977. سان سيباستيان
- كازينو عسكري 1978. مليلية
- 1978 معرض بيرويت. لوغرونيو
- 1979 نادي التنس "لا موراليخا". مدريد
- 1979 قاعة المعارض لوفد الثقافة. مليلية
- 1980 تكريمًا لغويا . قاعة المعارض التابعة لوفد الثقافة. مليلية
- 1981 قاعة المعارض لوفد الثقافة. مليلية
- 1981 المحكمة الانجليزية. مدريد
- 1983 دار الثقافة. مليلية
- معرض 1985 مليلية 85. مليلية
- جمعية دراسات مليلية 1986. مليلية
- 1988 المركز الثقافي والترفيهي للجيوش. مليلية
- 1989 المركز الثقافي والترفيهي للجيوش. مليلية
- 1990 المركز الثقافي والترفيهي للجيوش. مليلية
- 1993 بيت الثقافة "فيديريكو غارسيا لوركا". مليلية
- 2006 النادي البحري الملكي. مليلية (من 22 نوفمبر إلى 5 ديسمبر)
- 2008 من الجنوب العظيم . النادي البحري الملكي. مليلية (17-22 نوفمبر)

الجماعات
- حديقة الورود في هيرنانديز بارك عام 1957. مليلية
- قاعات التعليم والترفيه 1958. بلد الوليد
- قاعات قسم السيدات 1958. مليلية
- معرض جماعي للفنون 1960. مليلية
- 1961 وزارة الإعلام والسياحة. مليلية
- كازينو اسباني 1962. مليلية
- 1964 وزارة الإعلام والسياحة. مليلية
- 1970 وزارة الإعلام والسياحة. مليلية
- 1971 وزارة الإعلام والسياحة. مليلية
- 1972 فندق "الريف". الناظور (المغرب)
- 1978 أتينيو دي مدريد. مدريد
- معرض نايكي 1979. فيتوريا
- وفد الثقافة 1980. مالقة
- 1983 البعثة الثقافية الإسبانية. الحسيمة (المغرب)
- 1994 بيت الثقافة "فيديريكو غارسيا لوركا". مليلية
- 2009 الرسامين العظماء مليلية . قاعة المعارض فيكتوريو مانشون. مليلية

## الكتب
- مليلية في المذكرات ، إصدارات أنطونيو أوباجو. غرناطة، 1986.

دفتر ملاحظات، بمقدمة للشاعر ميغيل فرنانديز والناقد أنطونيو آباد، يتضمن خمسة وعشرين رسمًا تخطيطيًا - بما في ذلك تلك الموجودة على الغلاف والغلاف الخلفي - مرسومة بالقلم الرصاص، باللونين الأبيض والأسود، مجمعة ضمن نفس الموضوع (مليلية): الزوايا والمربعات والمنعطفات والمباني التي التقطها الرسام.

## الجوائز والأوسمة والتكريمات

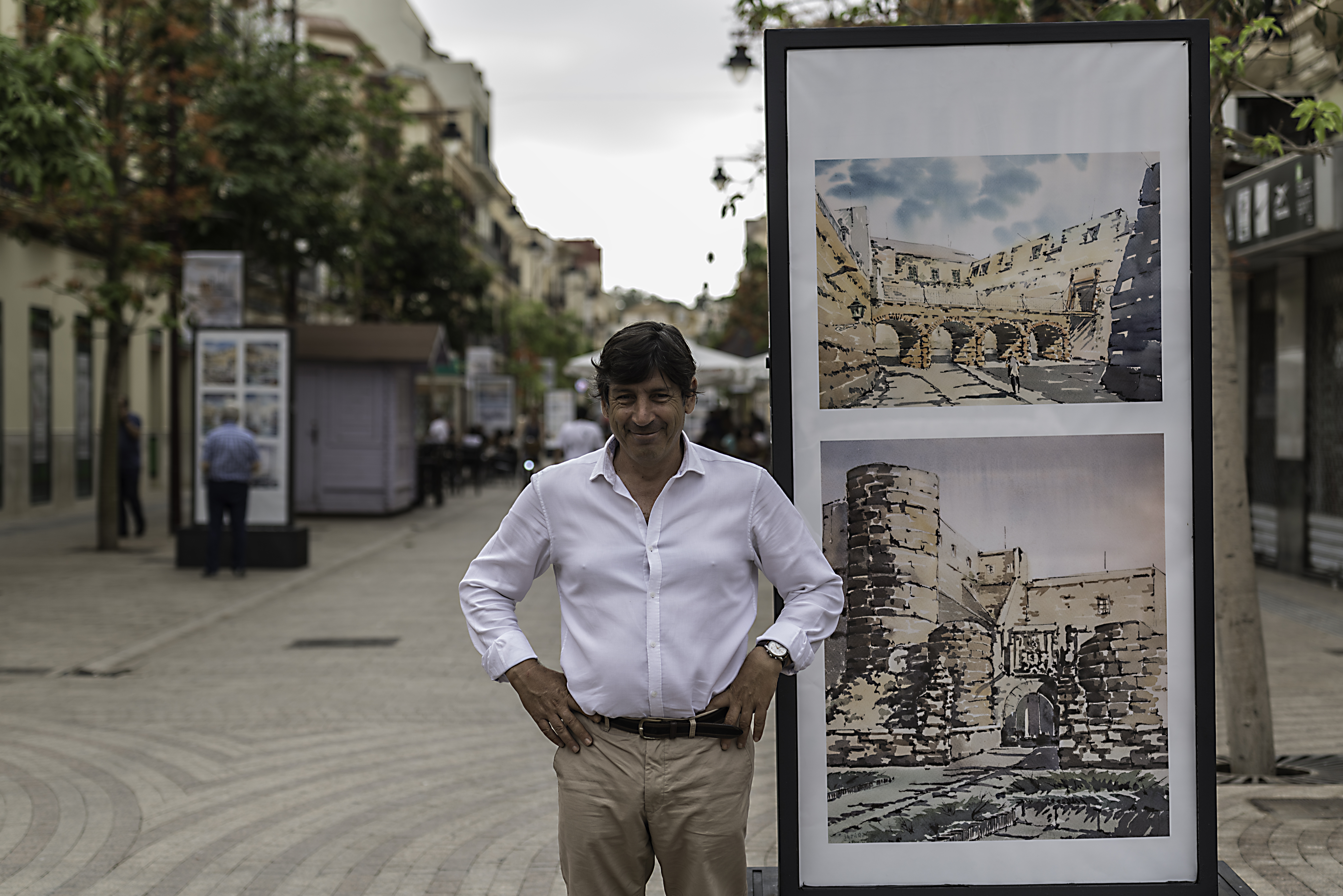
معرض "الحياة والعمل" (مليلة، 2021). أمين المعرض، خوسيه لويس آباد مارتينيز.

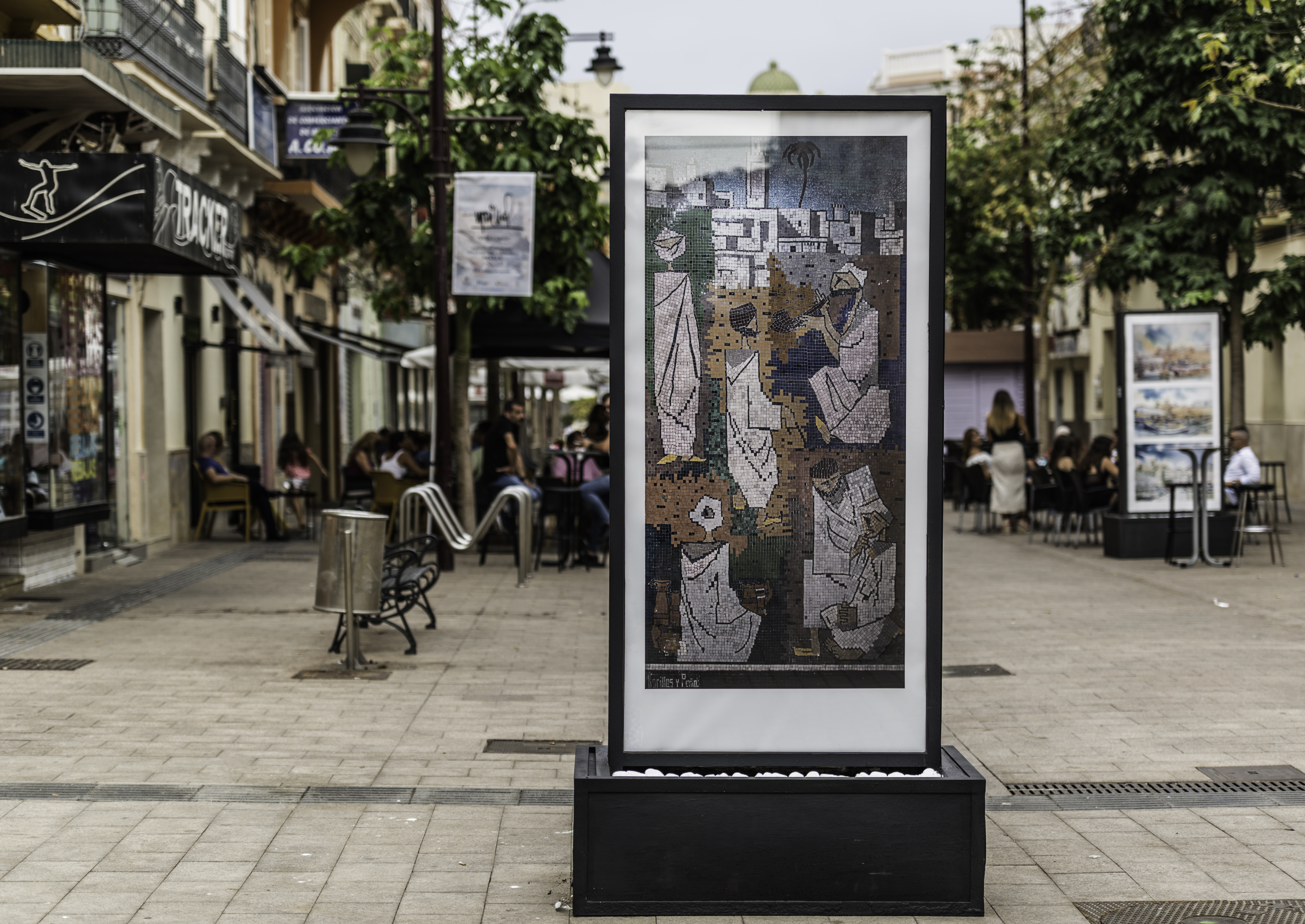
معرض "الحياة والعمل" (مليلة، من 10 يوليو إلى 15 أغسطس 2021).

الجائزة الثانية في مؤتمر الرسامين الإسبان. أوروبيسا ديل مار (كاستيلون)، 1977.
في 25 يونيو 2007، وافقت وزارة التعليم والعلوم على الاسم المحدد "بينتور إدواردو موريلاس" لمدرسة مليلية الابتدائية والإعدادية رقم 13.
في يوليو 2021، نظمت ورعيت إدارة التعليم والثقافة والاحتفالات والمساواة في مدينة مليلية المستقلة المعرض المؤقت " الحياة والعمل" لتكريم الرسام بعد وفاته. أقيم المعرض من 10 يوليو إلى 15 أغسطس (يصادف افتتاحه ذكرى ميلاده). اختار خوسيه لويس آباد، أمين المعرض، أكثر من مائتي عمل فني، مجمعة حول ثلاثة مواضيع: المناظر البحرية (مليلة والميناء)، والسفر (لوحات أنجزها موريلاس عن الأماكن التي زارها، وخاصة تلك الموجودة في شمال المغرب)، ولوحات الاستوديو. وقد تم إعادة إنتاج الأعمال المختارة وعرضها على لوحات الإعلانات وفي المتاجر في شارع أودونيل، ونشرها في كتالوج من قبل الهيئة المنظمة.
وقد منحته مدينة مليلية المستقلة الميدالية الذهبية، بعد وفاته، في سبتمبر 2021.

## روابط خارجية
- http://www.fundacionvanes.org.es/coleccion.htm نسخة أرشيفية في أرشيف الإنترنت Fundación van Eden-Santolaria